# Aethomys stannarius
Aethomys stannarius is een knaagdier uit het geslacht Aethomys dat voorkomt van Noord-Nigeria tot West-Kameroen. Het is de meest westelijk voorkomende soort van het geslacht. Deze soort behoort tot een groep van grote Aethomys-soorten met korte staarten die ook A. hindei, A. kaiseri en A. thomasi omvat. In sommige classificaties wordt A. stannarius als een ondersoort van A. hindei gezien.